# Parafia Nawiedzenia Najświętszej Maryi Panny w Trębaczewie
Parafia Nawiedzenia Najświętszej Maryi Panny w Trębaczewie – parafia rzymskokatolicka, znajdująca się w archidiecezji częstochowskiej, w dekanacie Działoszyn.

## Proboszczowie parafii
- ks. Stanisław Piwowarski (1957–1969)
- ks. Stefan Fedyna (1969–1995)
- ks. Roman Ryszard Perczak (1995–1997)
- ks. Janusz Wojciech Bacia (2002–2005)
- ks. Eugeniusz Krzyśko (2006–2019)
- ks. Wojciech Wódka (od 2019)